# Heren van Voeren

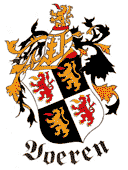
Wapen van de gemeente Voeren, waarin de Limburgse en de Brabantse leeuwen verenigd staan. Gevierendeeld; in het eerste en voornaamste kwartier en ook in het vierde kwartier staat in een zilveren veld in keel een leeuw met dubbele staart, met gouden kroon en met gouden tong en klauwen. Het is ontleend aan het oude wapen van het hertogdom Limburg. In het tweede en derde kwartier staat in een veld van sabel een gouden leeuw met rode kroon, tong en klauwen. Deze leeuw is ontleend aan het blazoen van het Hertogdom Brabant.
Het geheel is identiek aan het wapen van de verenigde hertogdommen van Brabant en Limburg na de slag bij Woeringen (1288)

Sinds de tijd van Karel de Grote kende de Voerstreek adel die over de regio heerste. Doorgaans hadden de heren van Voeren de adellijke titel van graaf.

## Frankische tijd
In de Frankische tijd onder het rijk van Karel de Grote (rond 800) was de Voerstreek tamelijk centraal gelegen. Aken lag op slechts 30 km afstand. Karel de Grote had geen vaste hoofdstad, maar hij verbleef graag in Aken, waar hij een palts en een kerk bouwde.
In de Merovingische en Karolingische periode was 's-Gravenvoeren een belangrijk regionaal centrum, voorzien van een koningshoeve, mogelijk de herbouwde Romeinse villa van Steenbos, waar de opvolgers van Karel de Grote meermaals verbleven. In de achtste tot de tiende eeuw onderhielden de Frankische en Karolingische vorsten dergelijke hoeven ten dienste van de koninklijke paltsen, die van daaruit werden bevoorraad. Tevens fungeerden zulke koningshoeven als een soort modelboerderij voor de boeren in de omgeving.
In de tijd van Karel de Grote was het rijk verdeeld in gouwen. Dit maakte het voor de keizer gemakkelijker om het grote rijk te kunnen besturen. De gouwgraaf was verantwoordelijk voor zijn eigen gouw en moest verantwoording afleggen aan de keizer. Na de dood van de keizer viel het Karolingische bestuurssysteem uiteen in vele kleine vorstendommen, die een grote mate van zelfstandigheid bezaten. Gedurende vele eeuwen zou het feodale systeem van kracht blijven, met leenheren en erfelijkheid van bestuurlijke functies.
In de tiende eeuw viel het gebied van de huidige Voerstreek onder de Luikgouw. Deze Frankische gouw lag ter hoogte van Luik, maar alleen op de rechteroever van de Maas en liep tot vlak bij Aken.
Gouwgraven van de Luikgouw waren:
- Sigehard, 908-921, ook graaf van de Henegouw

Nadat de Noormannen rond het jaar 881 de streek zwaar in de as hadden gelegd, besloot Sigehard (Sigarhardi), graaf in de Ardennengouw (902-916) en Luikgouw (Luihgouw) (902-927) een nieuwe burcht te bouwen op de Voerenberg. Deze burcht, Villa Furonis, later '(Op) den Saele' genaamd, was een imposant verdedigingswerk met ruim zicht en gemakkelijk te verdedigen tegen de overvallen van de Noormannen. Naar alle waarschijnlijkheid is dit later ook de zetel geworden van de edelen die zich 'de Fouron' noemden.
- Richar van Aspel († 972/973), wiens moeder Luitgard van Trier een nicht was van Eberhard, graaf in de Luikgouw, de zoon van Sigehard. Omdat Eberhard geen mannelijke opvolger had werd Richard I van Metz aangewezen als zijn opvolger.
- Gozlin of Godizo van Aspel en Heimbach, diens zoon, mededinger om het graafschap Hamaland.

Vanaf de elfde eeuw kan men meer specifiek spreken van heren van Voeren. Zo was Thibald van Voeren (*ca.1049 - vóór 1106) heer van Voeren en Valkenburg, en voogd van de proostdij te Meerssen.

## Middeleeuwen
Rond 1200 viel het gebied van de huidige Voerstreek onder twee afzonderlijke heerlijkheden:

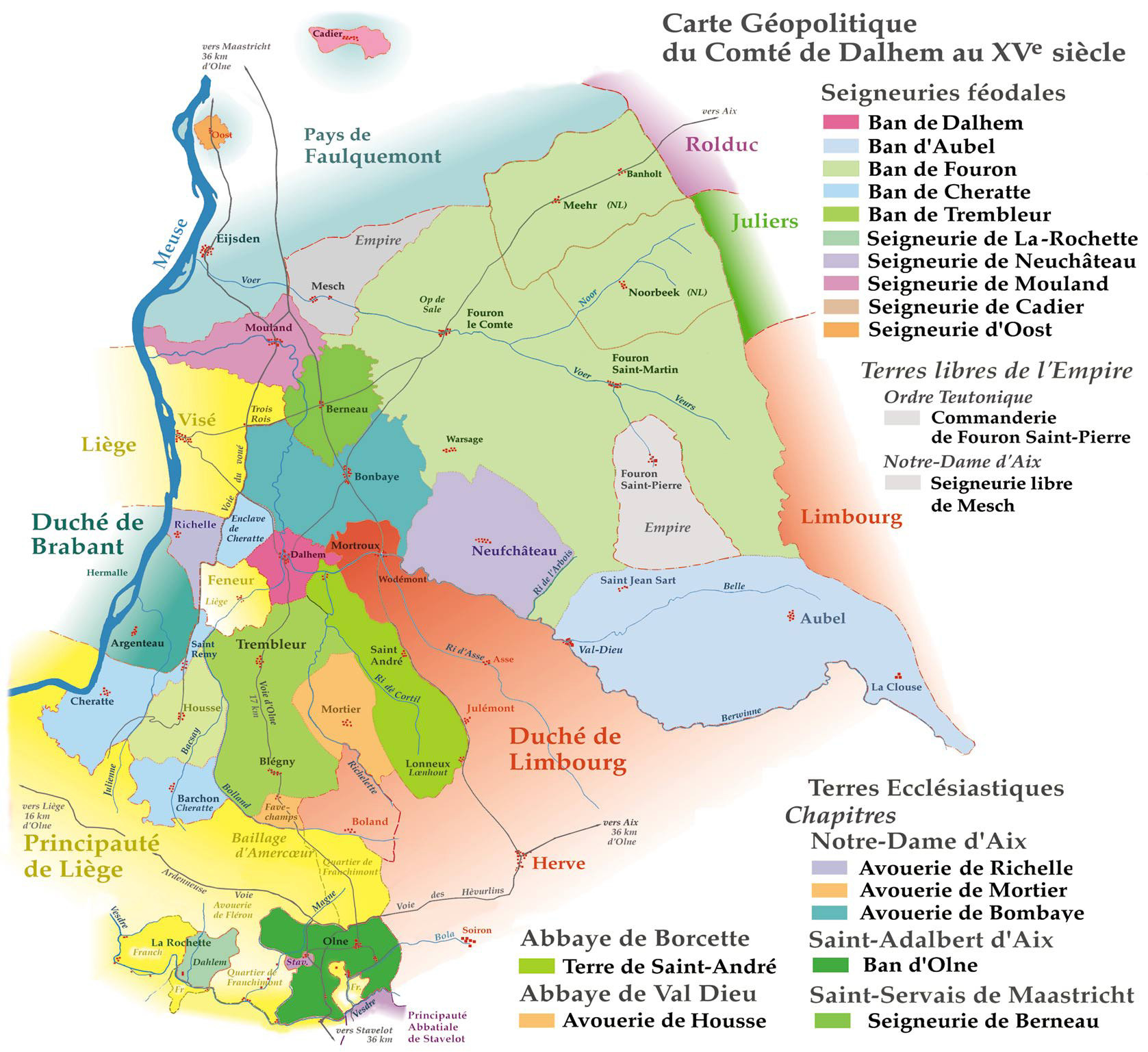
Kaart van het graafschap Dalhem in de 15de eeuw. De historische locatie van Op de Sale staat hierop aangegeven

- Het Land van Dalhem, dat naast de Voerdorpen Moelingen, 's-Gravenvoeren en Sint-Martens-Voeren ook gebieden ten zuiden en ten noorden van de Voerstreek omvatte.

Sint-Pieters-Voeren kreeg een afzonderlijke status, toen Daniël van Voeren bij zijn intrede in in de Duitse Orde in 1242 al zijn bezittingen in het graafschap Dalhem aan deze orde schonk. Deze bezittingen vielen waarschijnlijk samen met het allodiaal goed Sint-Pieters-Voeren. De eigendommen van deze orde waren vrije rijksheerlijkheden, die rechtstreeks onder het gezag van de keizer stonden. Een commanderij ontstond als er dertien ridders waren aangesloten. De datum van oprichting van een eerste commanderij van Sint-Pieters-Voeren is niet bekend, de eerste commandeur die vermeld wordt is Van Bronckhorst in 1320. Deze commanderij was onderhorig aan de landcommanderij van Alden Biesen.
Aan de huidige Nederlandse zijde waren Cadier, Mheer, Noorbeek en Oost dorpen die destijds onder Voeren-Dalhem vielen.
Vóór 1080 lag het machtscentrum van het Land van Dalhem vermoedelijk in 's-Gravenvoeren. De Karolingische paleizen lagen toen te midden van hun landgoederen en waren geheel onbeschermd. In de onrustige 11e eeuw ging men versterkte plaatsen aanleggen. Tot 1085 behoorde de burcht te Dalhem toe aan paltsgraaf Herman II van Lotharingen. Na 1080 werd de hoofdzetel van Voeren naar Dalhem verlegd, 10 km zuidwaarts, waar de graaf van Voeren in 1080 een zeer sterke burcht bouwde, op een hoge rots bij de samenvloeiing van de Berwijn en de Bolland. Het zwaartepunt van het Voerense gebied was sindsdien Dalhem en daarna werd het gebied dat eerst Voeren (Frans: Fouron) heette naar Dalhem vernoemd. De toenmalige heren van Voeren werden ook heren van Valkenburg, waar ze eveneens een burcht bouwden.
- Het hertogdom Limburg, dat globaal het noordoosten van de huidige provincie Luik omvatte, met daarnaast enkele stukjes Nederlands Limburg en de huidige Voerdorpen Teuven en Remersdaal. Hoofdplaats van dit kleine hertogdom was het vestingstadje Limburg aan de Vesder. Het hertogdom Limburg kwam na de Slag bij Woeringen in 1288 aan de hertogen van Brabant.Afbeelding van de Slag bij Woeringen uit de Codex Manesse (1305-1340). De voorstelling toont de banier van hertog Jan van Brabant in de slag bij Woeringen met, vooruitlopend op de afloop, de reeds verenigde Limburgse en Brabantse leeuwen.

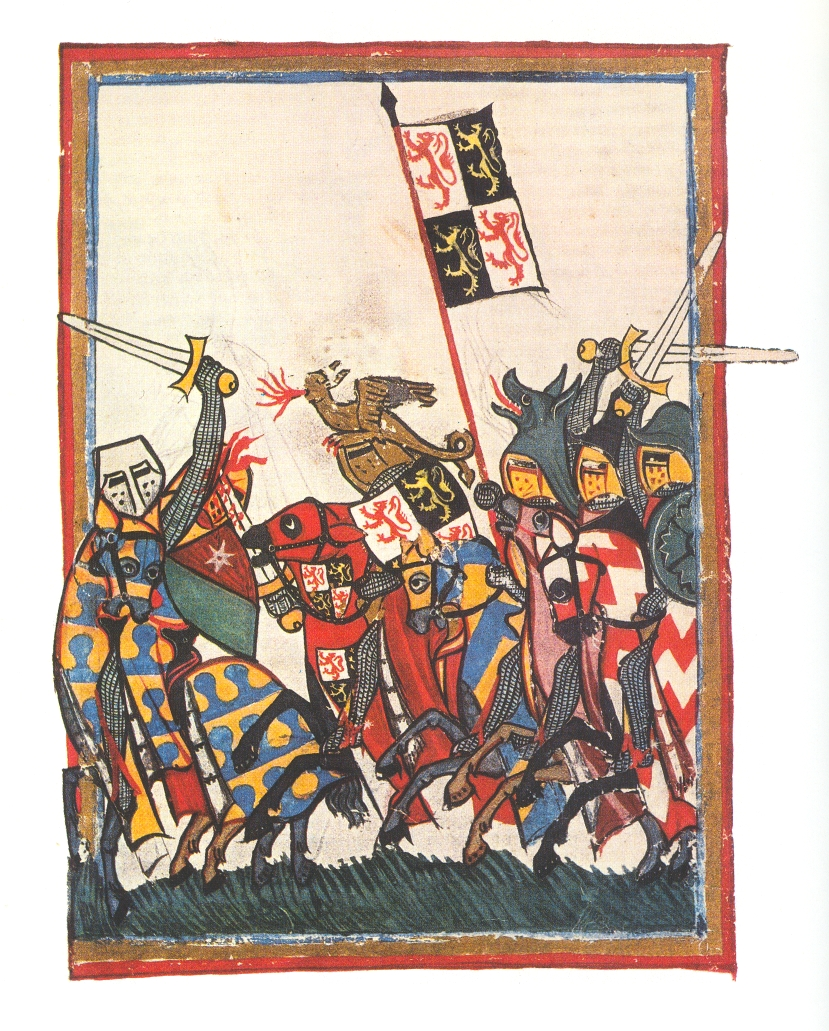
Afbeelding van de Slag bij Woeringen uit de Codex Manesse (1305-1340). De voorstelling toont de banier van hertog Jan van Brabant in de slag bij Woeringen met, vooruitlopend op de afloop, de reeds verenigde Limburgse en Brabantse leeuwen.

In 1239 was de hertog van Brabant in oorlog met de aartsbisschop van Keulen, Koenraad van Hochstaden. De neef van deze laatste, Diederik (Dirk) van Ahre-Hochstaden, graaf van Dalhem, koos in deze strijd de kant van de aartsbisschop en tegen de hertog van Brabant. De hertog van Brabant versloeg deze laatste graaf van Dalhem, en in 1244 liet deze Dalhem voorgoed over aan de hertog, namens wie het bestuurd werd als een drossaardschap.

## Nieuwe tijd
Door het Partagetraktaat viel 's-Gravenvoeren in 1661 toe aan de Spaanse koning. De heerlijkheid werd in 1626 in pand gegeven aan Arnold de la Margelle, vervolgens aan de families Van Bocholtz (1671), Van Hoensbroeck (1675), Van den Berghe genaamd Trips (1749) en De Geloes (1755).
De kleine heerlijkheid Oost lag in het versnipperde Eysden-Breust en werd tot heerlijkheid verheven in 1357. Het gebied kwam door vererving in 1373 aan Jan II van Gronsveld, wat tot gevolg had dat het min of meer werd opgenomen in het veel grotere graafschap Gronsveld. In 1640 werd de heerlijkheid verkocht aan Hieronimus van Berghe en kwam door verervingen en schenkingen in 1761 aan de familie van Geloes. De schepenbank in de heerlijkheid werd in 1608 opgericht; daarvoor viel het onder 's Gravenvoeren. Sinds 1630 voerde de schepenbank ook de hoge jurisdictie, verleend aan de graven van Gronsveld. Hoger beroep viel eerst onder Brussel, later bij Dalhem en sinds 1789, toen Oost bij het land van 's Hertogenrade gevoegd werd, in Gulpen.
- Ulrich Anton van Hoensbroeck, graaf van Hoensbroeck, was heer van 's Gravenvoeren, Oost, Schophem en Ottegraeven (Eijsden, 4 augustus 1676 - kasteel Oost, 24 april 1727). Hij was de zoon van Antonius Candidus van Hoensbroeck-Geul (1630-1693) en Maria Alexandrine Catharina (Catharina) de la Margelle (1650-1730). Hij trouwde

(1) op 30 december 1706 met Maria Anna Alexandrina Philippina Francisca barones de la Margelle, vrouwe van Eijsden en 's Gravenvoeren (Eijsden, 5 maart 1684 - kasteel Oost, 6 juni 1713). Zij was een dochter van Arnold Theodoor Amor de la Margelle, heer Van Eijsden, 's Gravenvoeren en Warsage (1645-1721) en Isabelle Adolphine van Hoensbroeck-Geul (1656-1718). Uit dit huwelijk zijn geen kinderen geboren.
(2) op 13 mei 1718 met Maria Anna van Nesselrode-Ehreshoven (1690-1 juni 1765). Zij was een dochter van Philips Willem Christoph vrijheer van Nesselrode-Ehreshoven (1645-1704) en Adriana Alexandrine van Büren van Leerodt (1650-1728).
Uit zijn tweede huwelijk werd een zoon geboren:
- Cesar van Hoensbroeck of Hoensbroech, prins-bisschop van Luik (1724-1792).